# Ільменітовий концентрат
Ільменітовий концентрат (ільменітовий пісок, ільменіт) — це продукт збагачення ільменітової руди, який складається з дрібних частинок ільменіту. Ільменіт — це мінерал, який містить оксиди титану і заліза. Він має чорний або темно-коричневий колір і високою щільністю.

## Використання
Ільменітовий концентрат є важливою сировиною для виробництва титану. Титан — це легкий і міцний метал, який має широкий спектр застосування, включаючи авіабудування, суднобудування, хімічну промисловість, виробництво електроніки та медицину.
Ільменітовий концентрат також використовується для виробництва пігменту двоокису титану. Двоокис титану — це білий пігмент, який широко використовується в лакофарбовій промисловості, паперовій промисловості, харчовій промисловості та косметичній промисловості.
Ільменітові концентрати видобуваються в багатьох країнах світу, включаючи Австралію, Канаду, Індію, Китай, Норвегію та Україну. Україна є одним із найбільших виробників ільменітового концентрату в Європі.